# Mànitx (riu)
|  | Per a altres significats, vegeu «Mànitx». |

El riu Mànitx (en rus Маныч) és un riu de l'estepa de Rússia meridional. La seva conca drena una superfície de 35.400 km² (semblant a països com Guinea-Bissau, Taiwan o Moldàvia) i té una llargària de 219 km si es considera que neix al llac Mànitx-Gudilo o 420 km si es considera la divisòria de la depressió del Kumà-Mànitx, tot i que es considera el sistema conjunt Mànitx-Kalaus arriba als 856 km.
Administrativament, el riu discorre per la República de Calmúquia i per l'óblast de Rostov, a Rússia.

## El Mànitx occidental
En general, Mànitx simplement es refereix al riu Mànitx occidental, l'afluent del riu Don. El riu Mànitx té la seva font al llac Mànitx-Gudilo, localitzat al sud-oest de la República de Calmúquia. S'endinsa en l'óblast de Rostov i discorre en direcció predominantment oest, en un trajecte totalment embassat en què la principal ciutat és Proletarsk, i desemboca al riu Don per l'esquerra, a Mànitxskaia, a l'est de la ciutat de Rostov del Don.
Hi ha tres embassaments al riu Mànitx occidental, que són, en sentit aigües avall:
- L'embassament de Proletarsk
- L'embassament de Vessioli
- L'embassament d'Ust-Mànitx

La presa de l'embassament de Proletarsk és prou alta per elevar el nivell d'aigua fins al llac Mànitx-Gudilo, a més de 150 km de distància aigües amunt, per la qual cosa, de fet, el llac s'ha convertit en part de l'embassament de Proletarsk. Els tres embassaments (i el llac Mànitx-Gudilo) formen una cadena gairebé contínua i el curs original del riu està inundat gairebé en la seva totalitat. Segons els càlculs del geògraf rus Aleksandr Bazeliuk, només 9,1 km de la llargària del riu romanen en el seu curs original com a «riu»: 8,2 km des de la presa de Vessioli a l'embassament d'Ust-Mànitx, i 0,9 km des de la presa d'Ust-Mànitx fins a la desembocadura al riu Don.

## El Mànitx oriental
Menys conegut que l'occidental, el riu Mànitx oriental corre a través de la part oriental de Calmúquia, al llarg de la seva frontera amb el krai de Stàvropol i desemboca als llacs Sóstinskie. Segons els geògrafs russos, el Mànitx oriental té 141 km de llargària, mentre que, si s'hi inclouen les seccions generalment seques del seu curs inferior, la llargària seria de 220 km.
En aquest riu es troba l'embassament de Txograi, acabat el 1969. L'embassament rep aigua del riu Tèrek i del riu Kumà a través del canal Tèrek-Kumà (acabat el 1958) i del canal Kumà-Mànitx (acabat el 1965).